# Мост Цинцаобэй
Мост Цинцаобэй (кит. 青草背长江大桥) — висячий мост через реку Янцзы, расположенный на территории города центрального подчинения Чунцин; 17-й по длине основного пролёта висячий мост в Китае. Является частью скоростной городской автодороги Нанфу (соединяет дороги Чанфу и G65 Баотоу — Маомин).

## Характеристика
Мост соединяет две части района города Чунцин Фулин, разделённые рекой Янцзы, южнее посёлка Лиду.
Длина — 1 652 м, длина основного пролёта 788 м.